# ساتورو سوزوكي
ساتورو سوزوكي (باليابانية: 鈴木 悟) (19 يوليو 1975 في شيزوكا في اليابان – )؛ هو لاعب كرة قدم ياباني سابق كان يلعب كمدافع.

## وصلات خارجية
- ساتورو سوزوكي على موقع رابطة كرة القدم اليابانية للمحترفين (اليابانية)
- ساتورو سوزوكي على موقع قاعدة بيانات كرة القدم.إي يو (الإنجليزية)
- ساتورو سوزوكي على موقع عالم كرة القدم.نت (الإنجليزية)